# Gastronomia de l'Europa de l'Est
La gastronomia de l'Europa de l'Est abasta moltes cultures, ètnies, idiomes i històries diferents d'Europa de l'Est. La majoria de les definicions inclouen en aquesta regió europea Belarús, Rússia, Ucraïna, Moldàvia i Romania, mentre que les definicions menys restrictives també poden incloure alguns o tots els Balcans, els estats bàltics, el Caucas i el grup de Visegrád.
La cuina de la regió està molt influenciada pel seu clima i encara varia segons el país. Per exemple, els països eslaus orientals de la plana sarmàtica (cuina belarussa, russa i ucraïnesa) mostren moltes similituds.

## Característiques
Segons l'Ethnic Food Lover's Companion, totes les cuines importants de l'Europa de l'Est estan estretament relacionades amb el renaixement polític, social i econòmic de la regió, després dels llargs períodes d'agitació històrica. "Aquestes són cuines substancials, de carn, d'arrels, de fumats, en part menjar còmode, en part extravagància." Els seus ingredients principals inclouen els ous, utilitzats amb més freqüència en masses i pastissos; productes lactis (amb iogurt i formatge entre els bàsics); grans, incloent sègol, ordi, blat, fajol i mill utilitzats en kashas i en l'elaboració de pans; verdures, en emmagatzematge frigorífic i en escabetx; peixos (salmó, lluç, carpa i arengada), aus i aviram (pollastre, ànec, oca, perdiu, guatlla, gall dindi); carns vermelles com vaca, vedella, porc i xai; i fruites abundants com peres, prunes, cireres, gerds, magranes, dàtils i figues, utilitzades per a postres i una varietat de licors. L'índex nutricional dels plats tradicionals és generalment alt colesterol, sodi i greixos.

## Principals tipus de plats
Les farinetes als països eslaus d'Europa de l'Est es preparen amb gairebé tots els tipus de grans. A Letònia, les farinetes d'ordi (pugra letona), a les quals s'afegeixen llegums, són populars; a Lituània, les farinetes fetes amb patates, llegums i carn de porc. A més, es fan diverses gelees a partir de gra, incloses les fermentades.
El pa ha estat durant molt de temps un aliment bàsic a molts països d'Europa de l'Est i se li atribueixen propietats màgiques. Els tipus de pa rodó (kalachi, karavai i similars) són típics per a diversos països (Rússia, Ucraïna, Bulgària, Romania). A més, és habitual el pa de sègol negre; A Letònia es troben diversos plats elaborats amb pa negre: sopa, gelatina i fins i tot gelats.
Europa de l'Est es caracteritza per diversos tipus de plats fets de massa, sovint farcits: pelmeni (Rússia), varéniki (Ucraïna), kolduny (Lituània, Belarús), cepelinai (Lituània), galushki (Ucraïna). Alguns d'aquests plats també es coneixen a la cuina tàrtara i altres cuines de les regions orientals de Rússia: echpochmak i altres.
Des del segle XVIII les patates es van estendre per l'Europa de l'Est i es van convertir en un dels principals productes. Van sorgir molts plats de patates, inclosos els draniki belarussos.
La cuina d'Europa de l'Est té diversos tipus de sopes a base de verdures, inclòs el borscht: les sopes com el borscht són habituals a Rússia, Ucraïna, Armènia, Moldàvia (chorba). Inicialment, la remolatxa no s'incloïa a la recepta del borscht: la remolatxa i la col no van aparèixer al borscht fins després del segle XVII. Es troben diverses receptes de borscht a la cuina russa, ucraïnesa i moltes altres.
Els productes lactis i els plats populars a Europa de l'Est inclouen diversos tipus de crema agra i formatge cottage.
A l'Europa de l'Est, hi havia molts tipus de begudes alcohòliques casolanes, incloent cervesa feta amb baies de ginebre (Polònia), begudes alcohòliques de saba de bedoll (Rússia, Belarús, Estònia, Polònia, també Hongria), begudes de cereals com kvass, buza, i el taar estonià.

## Varietats geogràfiques
- Gastronomia d'Armènia
- Gastronomia de l'Azerbaidjan
- Gastronomia dels Balcans
- Gastronomia de Belarús
- Gastronomia de Bulgària
- Gastronomia d'Estònia
- Gastronomia de Geòrgia
- Gastronomia d'Hongria
- Gastronomia del Kazakhstan
- Gastronomia de Letònia
- Gastronomia de Lituània
- Gastronomia de Moldàvia
- Gastronomia d'Ossètia
- Gastronomia de Polònia
- Gastronomia de Romania
- Gastronomia de Rússia
- Gastronomia d'Ucraïna
- Gastronomia de la Unió Soviètica